# آكيو هاتوري
آكيو هاتوري (باليابانية: 服部晶夫) هو رياضياتي ياباني، ولد في 1929 في طوكيو في اليابان، وتوفي في 25 أغسطس 2013 بسبب سرطان.